# Casa de l'Inquisidor
Casa de l'Inquisidor és un edifici del municipi de Gandesa (Terra Alta) inclosa en l'Inventari del Patrimoni Arquitectònic de Catalunya.

## Descripció
Ca l'Inquisidor és un conjunt d'habitatges que parteixen en origen d'una casa senyorial comú amb façanes laterals als carrers de Santa Maria i Carnisseries, que havien pertanyut a la mateixa família, fins que als anys 20 del segle XX els propietaris van segregar dues parts de l'edifici principal. Concretament les corresponents al núm. 5 i 7 del Carrer Horta
L'edifici principal, ara conegut com a casa Figueres d'Ossó, situat al número 3 del carrer Horta, és l'edifici més important, ha estat restaurat recentment i obert a la visita pública. La façana principal, consta de planta baixa amb dues plantes superiors, amb doble balconada de cinc obertures. L'edifici està rematat per una àmplia terrassa a l'àtic. Les obertures de la planta baixa corresponen a les dues portes d'entrada, una d'arc rebaixat destinada a les persones, i una altra de llinda plana, per als vehicles. Els brancals d'ambdues portes són de pedra de calar, motllurats. La façana principal ja no conserva el seu aspecte original, ja que a començament del segle XIX va ser objecte d'una profunda reforma emulant l'estil noucentista. A l'interior es conserven estructures medievals, com ara arcs apuntats de bona factura, no obstant això l'interior ha estat també molt transformat, fins i tot en una intervenció recent es feu una remodelació dels baixos i de l'escala que donen a l'entrada. A la banda de l'edifici situada al carrer de Santa Maria es troba una capelleta dedicada a la Mare de Déu que s'obre al carrer a través d'una finestra gòtica biforada.
La part del conjunt corresponent al número 7, amb façana també al carrer Carnisseries és un immoble conegut com a casa Comartí, que albergava antigament les dependències de la Inquisició, i conserva encara dues portes apuntades originals. Tot i que la porta del carrer d'Horta ha estat canviada per una altra obertura posterior, s'observen encara les restes de les dovelles superiors de l'arc apuntat original.

## Història
Sembla que la casa hauria estat construïda a finals del segle xiii o començaments del XIV, i que al llarg del temps hauria patit diverses reformes i ampliacions. La més important es duu a terme a començaments del s. XIX, data la fesomia actual de l'immoble, quan es va dividir la casa en diversos habitatges.
Un dels propietaris, Jose Antonio Soler havia estat "familiar de la santa Inquisició", fet que originà el nom de la casa, però no es pot precisar la data de quan l'hauria habitat. Se sap també que les dependències de la Inquisició estaven situades en el mateix immoble.
Malgrat els canvis de nom -Comartí, Soler i Figueres-, deguts a l'absència, a vegades, de descendència masculina, la casa ha pertanyut sempre a la mateixa família. Darrerament, l'immoble ha estat dividit.
Recentment, l'edifici principal de la casa ha estat rehabilitat i redecorat amb mobiliari d'estil decimonònic, i obert a la visita pública en hores concertades.